# 松陰中納言物語
『松陰中納言物語』（まつかげちゅうなごんものがたり）は、室町時代に成立したとされる作り物語（擬古物語）。作者不詳。

## 内容
- 第1巻

源中納言は松を多く植えた家を持っていたため松陰中納言と呼ばれていた。ある日、松陰中納言の家に帝が行幸し、中納言を権大納言に任じ、さらに藤内侍という美しい女官を下賜された。藤内侍に想いを寄せていた山の井中納言・左宰相中将は松陰を妬み、以前から松陰に恨みを持っていた行川少将らと共に策を弄して松陰に無実の罪を着せて隠岐に追放してしまう。
- 第2巻

松陰の息子の中将は、父の流罪を悲しんで須磨に隠棲するが、山の井中納言の娘と恋に落ちる。一方、藤内侍は山の井中納言・左宰相中将から求婚されるが、松陰を想って拒む。
- 第3巻

春宮は松陰の娘を見初めて恋人にしていたが、偶然知った山の井中納言の悪事を暴いて山の井中納言の一党を追放する。罪を許された松陰は帰京して右大将から内大臣に任じられる。中将（松陰の息子）は山の井中納言の娘と結婚し、姫君（松陰の娘）は春宮と結ばれて弘徽殿女御となる。
- 第4巻

弘徽殿女御（松陰の娘）は皇子を産み、松陰の一家はますます栄える。
- 第5巻

松陰は太政大臣に昇進し、没落した山の井中納言らに寛大な態度を取る。山の井中納言は自邸を寺に建て替えて出家する。

## 書籍
- 講座平安文学論究 第16輯（平安文学論究会編,風間書房.5/）
- 中世王朝物語の表現 （田淵福子,世界思想社）
- 現代語で読む『松陰中納言物語』（山本いずみ,和泉書院）